# Jean-Pierre Plet
Pour les articles homonymes, voir Plet.
Jean-Pierre Plet est un footballeur français, né le 26 février 1945 à Abbeville (Somme) et mort le 14 mars 2025 à Saint-Valery-sur-Somme, qui évolue au poste de milieu de terrain du début des années 1960 au milieu des années 1970, avant un retour en amateur au début des années 1990.

## Biographie
Natif d'Abbeville, il commença sa carrière au club local, le SC Abbeville (des jeunes jusqu'en 1968) avant de passer professionnel et de jouer à Dunkerque (1970-1973) puis à Nevers (1975-1976). Après le dépôt de bilan du SC Abbeville en 1990, il rechausse les crampons pour évoluer en réserve jusqu'en 1993, soit jusqu'à l'âge de 48 ans !
Jean-Pierre joue au total quatre saisons en Division 2, avec Dunkerque et Nevers, pour un total de 96 matchs et six buts à cet échelon.
En 1971, il atteint avec Dunkerque les quarts de finale de la Coupe de France, en étant battu par l'Olympique lyonnais.
Après sa carrière de joueur, il devient vice-président du SC Abbeville de 1990 à 2004, avec ses amis Jackie Fortier (1990-1996) et Jean-Marc Blieux (1996-2004). Il est également adjoint de l'entraîneur Jean-Marc Souply de décembre 1990 à juin 1991, avant l'arrivée au club de Jean-Louis Delecroix.

## Carrière
- 1961-1968 :  SC Abbeville (PH - DH - CFA)
- 1970-1973 :  US Dunkerque (D2)
- 1975-1976 :  JGA Nevers (D2)
- 1990-1993 :  SC Abbeville (réserve, District)